# Boeing KC-767
Boeing KC-767 – tankowiec powietrzny i wojskowy samolot transportowy produkowany przez firmę Boeing. Samolot powstał na bazie pasażerskiego 767-200ER.

## Historia
Boeing rozpoczął prace rozwojowe nad modelem KC-767 z własnej inicjatywy, z myślą o dużym zamówieniu od rodzimych wojsk lotniczych, a które od 1957 używają KC-135 Stratotanker od tego samego producenta. W ten sposób Boeing mógł postawić się w roli lidera do dużego zamówienia, podobnie jak pół wieku wcześniej opracowując za własne środki samolot Boeing 367-80, oferowanego wojsku z myślą o tankowaniu w locie odrzutowych bombowców dowództwa strategicznego (SAC), Boeing B-47 Stratojet i B-52 Stratofortress. Chociaż Boeing przegrał wtedy z propozycją Lockheeda to atut oblatanej maszyny pozwolił przekonał SAC do zamówienia seryjnej partii 29 KC-135, by ostatecznie do 1965 odebrać 732 KC-135A. Dla zmniejszenia kosztów przedsięwzięcia producent zdecydował się na konwersję istniejącego modelu Boeing 767-200ER, podobnie jak w przeszłości do roli tankowców przystosowując modele Boeing 707 i Boeing 747. Zapotrzebowanie rynku zagranicznego Boeing oszacował na 90 maszyn przez pierwszą dekadę XXI wieku.
W lipcu 2001 Boeing zdobył pierwsze potwierdzone zamówienie od Włochów na 4 maszyny za około 700 mln USD. W grudniu 2001 Japonia wybrała KC-767 w konkursie na 4 samoloty, umowę podpisano w 2003 roku. W latach 90. Japończycy zakupili już cztery samoloty wczesnego ostrzegania oparte na 767-200 i E-3 Sentry, oznaczone E-767. W 2001 roku Boeing połączył siły z BAE Systems, aby oferować swoje cysterny Wielkiej Brytanii. W styczniu 2004 przetarg Future Strategic Tanker Aircraft (FSTA) wygrało konsorcjum AirTanker oferujące Airbus A330 MRTT.
W 2002 United States Air Force zaproponowały leasing 100 Boeingów 767 dla zastąpienia 136 posiadanych KC-135E. Zbyt wysokie koszty takiego przedsięwzięcia wraz z pojawieniem się konkurencyjnej oferty od Airbusa sprawiły, że komisja senacka odrzuciła propozycje USAF i Boeinga, a wymusiła rozpisanie otwartego przetargu, w wyniku którego miało dojść do klasycznego zakupu 179 tankowców. Boeing wyprodukował jeden nieukończony 767 z przeznaczeniem na KC-767 dla USAF, który składowano na Paine Field Everett do jego zezłomowania w sierpniu 2012. Początkowo w 2008 Departament Obrony wybrał samolot Northrop Grumman KC-30 (czyli A330 MRTT), Boeing skutecznie oprotestował tę decyzję. Ostatecznie wyboru nowego samolotu tankującego USAF dokonano dopiero w 2011 roku, zwycięzcą programu KC-X został Boeing, a zmodyfikowanej wersji KC-767 wojsko nadało oznaczenie Boeing KC-46A Pegasus.
Boeing 767 dla Włoch wykonał pierwszy lot 16 lipca 2003. Samolot przechodził konwersję na tankowiec od 2004 w zakładach w Wichita, Kansas, jego prezentacja miała miejsce w lutym 2005 roku. KC-767A oblatano 21 maja 2005 z lotniska McConnell Air Force Base. Drugi włoski 767 wylądował w Neapolu 6 maja 2005 w celu jego przebudowy przez należące do Alenia Aeronautica zakłady Aeronavali, gdzie przebudowano trzy pozostałe maszyny. Dwa pierwsze KC-767A zaakceptowano w Wichita kolejno 29 grudnia 2011 i 10 marca 2012.
Boeing 767 z przeznaczeniem dla Japonii wylądował w Wichita w czerwcu 2005, po przebudowie oblatano go 21 grudnia 2006. Trzy KC-767J przebudowała Itochu Corp, maszyny bazowe Boeing przekazał między marcem 2008 a grudniem 2009.
Dwa włoskie KC-767A z bazy Pratica di Mare koło Rzymu wykorzystano po raz pierwszy operacyjnie w trakcie libijskiej operacji NATO Unified Protector w 2011 roku.

## Wersje

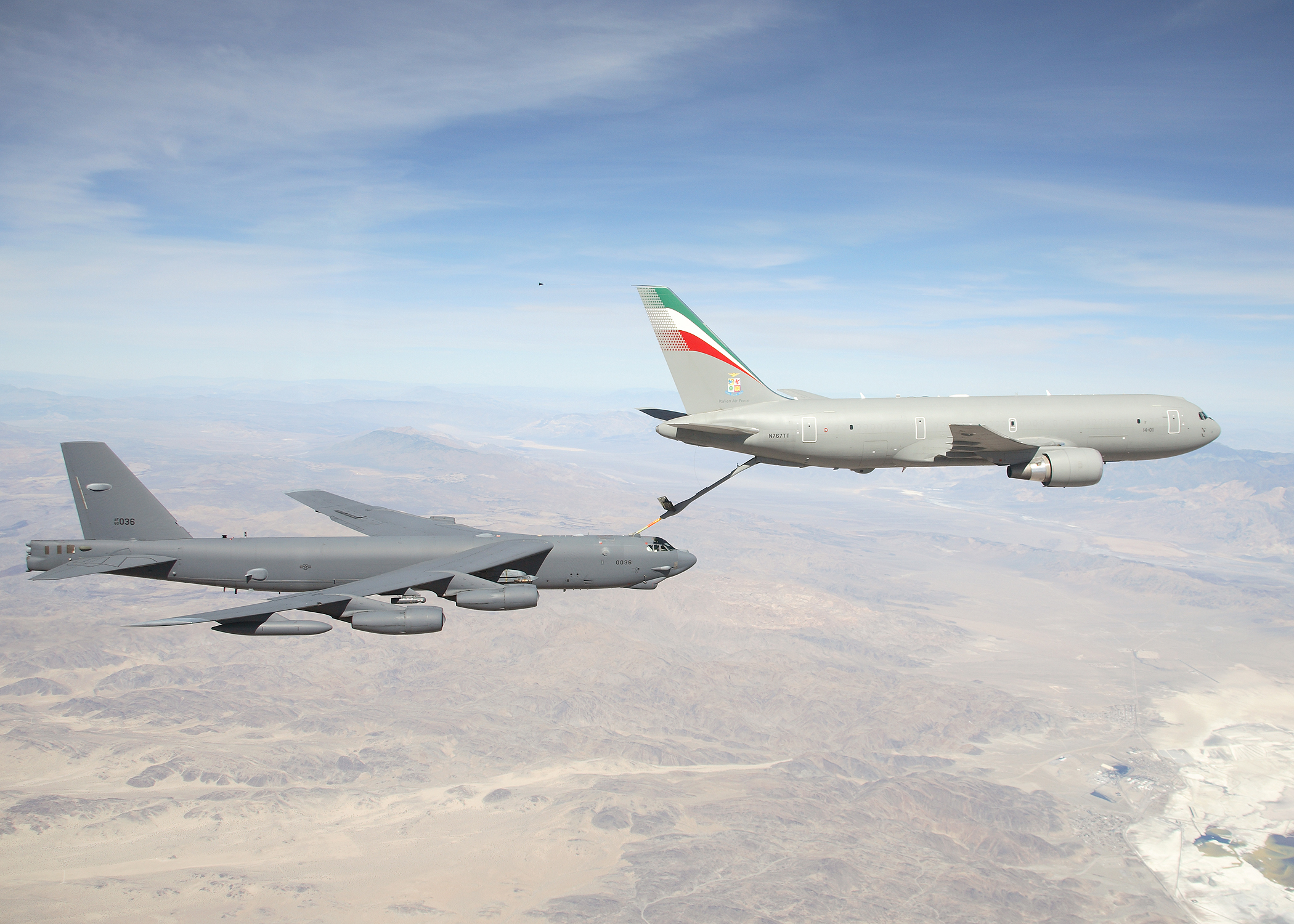
Włoski KC-767A tankujący B-52 w czasie testów w 2007

KC-767A
Latająca cysterna planowana pierwotnie dla USAF, oznaczenie wojskowe także KC-767. Operator systemów tankowania siedzi z przodu korzystając z panoramicznego widoku z kamer. Maszyna posiada sztywny wysięgnik tankujący sterowany systemem fly-by-wire oraz trzy przewody elastyczne (w kadłubie i dwóch zasobnikach pod skrzydłami). Nad kokpitem zamontowano gniazdo do pobierania paliwa od innych cystern. Samolot posiada boczne wrota do załadunku palet, przestrzeń ładunkowa lub pasażerska może być swobodnie dostosowywana do potrzeb misji. Przez producenta nazywany też KC-767 International Tanker. Włochy zakupiły 4 samoloty w podobnej konfiguracji, ale zabierające 18 ton paliwa mniej niż planowano dla USAF.
KC-767J
Wersja KC-767A dla Japonii charakteryzuje się brakiem przewodów elastycznych, zbudowano 4 sztuki.
KC-46A
Zmodernizowana wersja dla United States Air Force z nowym przewodem sztywnym, kokpitem z 787 oraz zwiększonym udźwigiem, oznaczenie producenta 767-2C, zamówiono 18 sztuk.
767 MMTT
Samolot transportowo-tankujący oferowany przez Israel Aerospace Industries jako konwersja używanych 767. Fuerza Aérea Colombiana użytkują jednego 767-2J6ER. Brazylia w 2013 r. zamówiła trzy samoloty oparte na 767-300ER. Ostatecznie w 2016 r. do służby wcielono jeden 767-31AER (nr boczny FAB2900) do celów transportowych w formie leasingu, który zakończono w 2019 r. z powodu zbyt wysokich kosztów

## Użytkownicy
Japonia

- Japońskie Powietrzne Siły Samoobrony wykorzystują 4 KC-767J dostarczone do wojska w lutym i marcu 2008, marcu 2009 i styczniu 2010[14].

 Włochy

- Aeronautica Militare posiadają 4 KC-767A. Pierwszy zamówiony samolot dostarczono do Włoch na początku 2011. Dwa egzemplarze wprowadzono do służby operacyjnej 17 maja 2011[9]. Pierwotnie dostawy planowano na 2005 lub 2006 rok[15].

| 2008 | 2009 | 2010 | 2011 |
| ---- | ---- | ---- | ---- |
| 2    | 2    | 1    | 3    |